# Orgullo de Christchurch
El Orgullo de Christchurch es un festival que tiene lugar de forma anual en Christchurch, Nueva Zelanda, con el objetivo de celebrar la diversidad de las poblaciones LGBT de la ciudad. El festival tiene una duración de entre una semana y un mes e inicia con una marcha del orgullo a la que asisten más de mil personas. La celebración incluye además eventos como instalaciones artísticas, presentaciones de arte drag, bailes, actividades en bibliotecas, bingos, desfiles de mascotas, entre otros. Distintos edificios y negocios de la ciudad son también decorados con banderas del orgullo.
A diferencia de otros países, donde celebraciones similares se realizan en junio en honor al Mes del Orgullo LGBT, el festival en Christchurch se celebra en el mes de marzo, para contar con un mejor clima y para no competir con otros eventos similares en Nueva Zelanda, como el Orgullo de Auckland y el Orgullo de Wellington. No obstante, en algunas ocasiones el evento ha sido movido a junio, como por ejemplo en 2022, cuando fue pospuesto a este mes debido a la pandemia de COVID-19. Otra diferencia con eventos similares es que los eventos en Christchurch suelen ser más comunitarios.

## Historia
Las celebraciones por el orgullo LGBT en Christchurch iniciaron en la década de 1970. En junio de 1974, se llevó a cabo una Semana del Orgullo Gay en la ciudad, que incluyó una marcha que inició en la Plaza Victoria y un baile que tuvo lugar en Hagley Hall. En 1977, el periódico local The Press publicó una noticia donde comunicaba que activistas LGBT estaban realizando eventos y reuniones por la Semana del Orgullo Gay en la Plaza de la Catedral y que pedían a los asistentes que usaran claveles rosas como forma de posicionarse en contra de la discriminación.
En su encarnación actual, el Orgullo de Christchurch inició en 2004. Al año siguiente, el festival desarrolló por primera vez un calendario detallado de eventos a lo largo de una semana, entre los que estuvieron bailes, espectáculos de drag queens y drag kings, una presentación de The Rocky Horror Show y una vigilia de velas en honor a las víctimas de la pandemia de VIH/sida. En total, esta edición contó con mil participantes entre todos sus eventos. Para 2008, las actividades de la semana del orgullo en su conjunto habían alcanzado los 1500 asistentes. Esta edición fue además notoria por el estreno durante la misma del documental Through Rainbow Coloured Glasses, que exploraba la historia LGBT de la ciudad.
Tras los estragos causados por los terremotos de Christchurch de 2010 y 2011, el Orgullo de Christchurch tuvo problemas para desarrollarse debido a la falta de recursos y espacios para eventos, por lo que se canceló en algunas ocasiones. El evento volvió a desarrollarse en 2013.
Debido a la pandemia de COVID-19, varios de los eventos planeados en la edición de 2021 fueron afectados. No obstante, a mitad del festival algunas de las restricciones fueron levantadas y la fiesta de cierre del mismo contó con la participación de 450 personas, mientras que el desfile de mascotas de ese año tuvo un centenar de perros participantes. Al año siguiente, el festival tuvo que posponerse de marzo a junio debido a la pandemia.
En 2023 tuvo lugar la tercera edición del «Walk for Support», la marcha del orgullo que da inicio al festival, y que en esa ocasión alcanzó los 700 asistentes. El recorrido empezó a la altura de la tienda departamental Ballantynes y siguió por la Calle Cashel hasta llegar al Puente del Recuerdo, donde se realizaron espectáculos artísticos. El festival en su totalidad tuvo una duración de diez días, del 10 al 19 de marzo. Al año siguiente, los organizadores indicaron que la marcha del «Walk for Support» había duplicado su asistencia desde su inicio unos años antes. Esta edición contó además con la presencia de legisladores y miembros del concejo local, como Kahurangi Carter y Sara Templeton.

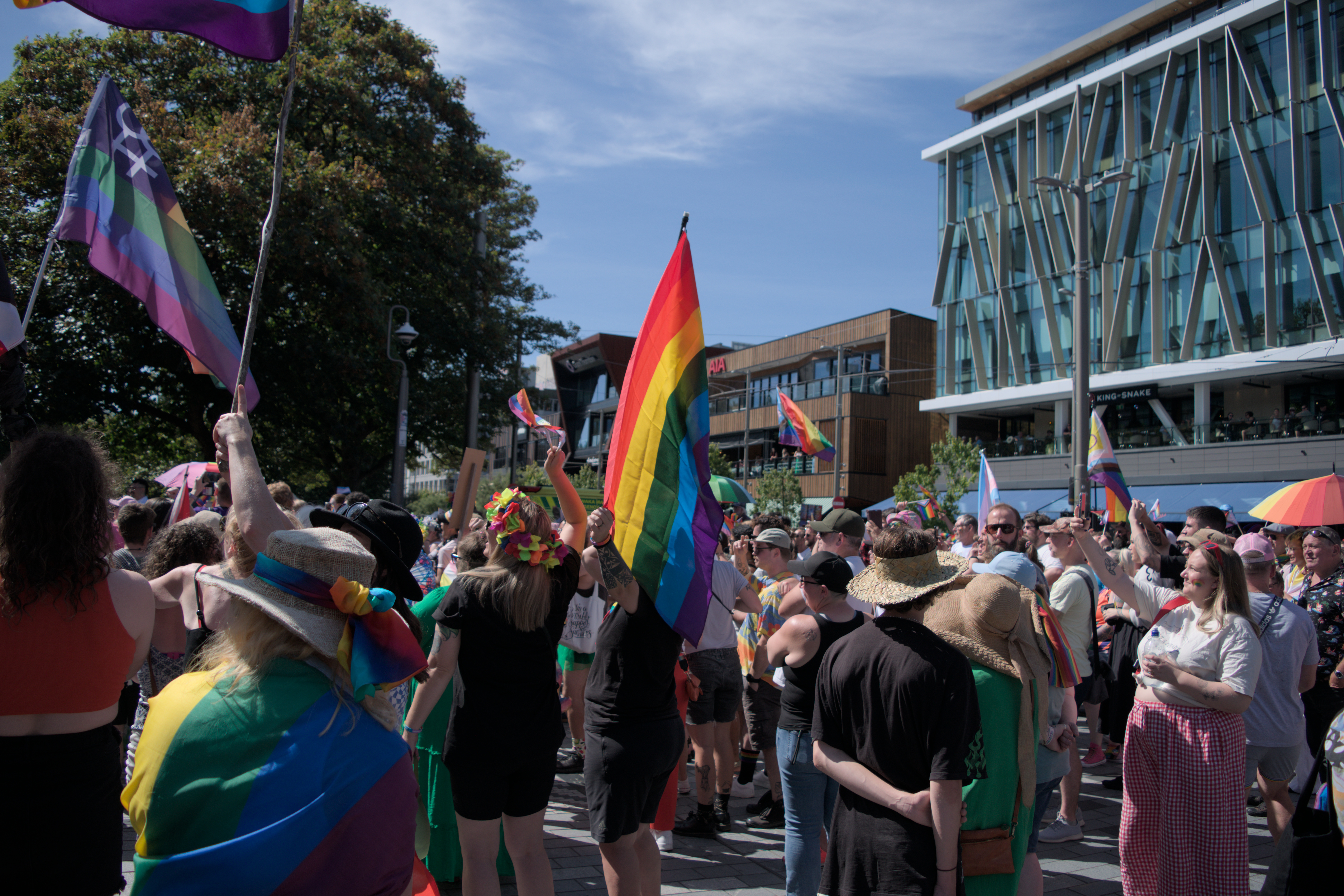
Edición de 2025 del «Walk for Support» con que inicia el Orgullo de Christchurch.

La edición de 2025 fue una de las más grandes hasta la fecha y su duración se incrementó, de una semana en años anteriores se extendió al mes de marzo en su totalidad. La marcha del orgullo que abrió el festival superó las mil personas asistentes. No obstante, al evento asistió un grupo pequeño de miembros de la organización fundamentalista Destiny Church, quienes protestaron, amenazaron a los presentes y profirieron comentarios abusivos contra los artistas invitados. A pesar de ello, no se reportaron desmanes ni interrupciones en la celebración, cuya música acalló en gran medida a los protestantes.